# Городище (Городище)
Городище (рос. Городыще, Городыща, Хородище) — колишній хутір у Городищенській сільській раді Черняхівського району Житомирської області Української РСР. До 1939 року — колонія.

## Населення
У 1906 році в поселенні налічувалося 203 мешканці, дворів — 33, у 1910 році — 200 осіб, у 1923 році — 235 мешканців, дворів — 45, у 1924 році — 233 особи (з перевагою населення німецької національности), дворів — 48.

## Історія
Колишнє лютерансько-менонітське поселення на орендованих землях, лежало за 15 км північно-східніше Житомира. Засноване вихідцями зі Швейцарії. Лютеранська парафія — Житомир. Була школа.
У 1906 році — колонія Черняхівської волості (7-го стану) Житомирського повіту Волинської губернії. Відстань до губернського та повітового центру м. Житомир становила 15 верст, до волосного центру містечка Черняхів — 16 верст. Поштове відділення — міст. Черняхів.
У 1923 році включена до складу новоствореної Городищенської сільської ради, яка 7 березня 1923 року увійшла до складу новоутвореного Левківського району Житомирської (згодом — Волинська) округи. Розміщувалася за 10 верст від районного центру міст. Левків та за 1 версту від центру сільської ради с. Городище. 28 вересня 1925 року, в складі сільської ради, передане до Черняхівського району Волинської округи. У 1939 році віднесена до категорії хуторів.
29 червня 1960 року, відповідно до рішення Житомирського облвиконкому № 683 «Про об'єднання деяких населених пунктів в районах області», приєднаний до с. Городище.